# Козуб Антоніна Митрофанівна
Антоніна Митрофанівна Козуб (нар. 1908, тепер Дніпропетровської області — ?) — українська радянська діячка, ланкова-кукурудзовод колгоспу «Росія» Верхньодніпровського району Дніпропетровської області. Депутат Верховної Ради СРСР 5—6-го скликань.

## Біографія
Народилася в селянській родині. У 1929—1941 роках — колгоспниця, доярка колгоспу.
З початку німецько-радянської війни перебувала в евакуації в Харківській області УРСР та Сталінградській області РРФСР, де працювала в колгоспі та була керуючою відділку радгоспу в селі Галка на Заволжі. 
Член ВКП(б) з 1944 року.
У 1944—1949 роках — заступник голови, голова колгоспу «Оборона» Лихівського району Дніпропетровської області.
З 1949 року навчалася в обласній сільськогосподарській школі із підготовки керівних колгоспних кадрів в Дніпропетровську, здобула звання молодшого агронома.
Після закінчення сільськогосподарської школи працювала головою колгоспу імені Воровського Дніпропетровської області.
З 1955 року — ланкова-кукурудзовод колгоспу імені Ворошилова (з 1957 року — «Україна», на 1959 рік — «Росія») села Дніпровокам'янка (Ганнівка) Лихівського (тепер — Верхньодніпровського) району Дніпропетровської області. Вирощувала високі врожаї кукурудзи. Одержувала врожай кукурудзи молочновоскової дозрілості початків по 248 цнт. з гектара на площі 8 га. 
Закінчила заочно Дніпропетровський сільськогосподарський інститут.

## Нагороди
- орден Леніна
- ордени
- медалі